# Miejskie Przedsiębiorstwo Komunikacji w Kielcach
Miejskie Przedsiębiorstwo Komunikacji Kielce (MPK Kielce) – jedna ze spółek realizujących przewozy autobusowe na zlecenie ZTM Kielce na obszarze miasta i 11 gmin aglomeracji kieleckiej oraz organizująca przewozy dalekobieżne.

## Historia
Na podstawie:.

### Historia nazewnictwa
- Wydział Komunikacji Miejskiej w Kielcach (1951–?)
- Zakład Komunikacji Miejskiej w Kielcach (?–1956)
- Miejskie Przedsiębiorstwo Komunikacyjne w Kielcach (1956–1975)
- Wojewódzkie Przedsiębiorstwo Komunikacji Miejskiej, oddział Kielce (1975–1981)
- Miejskie Przedsiębiorstwo Komunikacji w Kielcach (1981–1991)
- Miejski Zakład Komunikacji w Kielcach (1991–2007)
- Miejskie Przedsiębiorstwo Komunikacji Miejskiej w Kielcach (od 2007)

### MPK jako spółka miejska
22 lipca 1951 roku uchwałą Prezydenta Miejskiej Rady Narodowej w Kielcach powołany został Wydział Komunikacji Miejskiej w Kielcach, co uznawane jest jako początek publicznej zbiorowej komunikacji w mieście. Początkowo WKM operował na 4 liniach, tj. Kielce–Dąbrowa, Kielce–Bukówka, Kielce–Dyminy i Kielce–Białogon. Przez pierwsze trzy lata do realizacji połączeń wykorzystywane były pojazdy wypożyczone z Przedsiębiorstwa Państwowej Komunikacji Samochodowej, natomiast w 1954 roku WKM otrzymał 6 autobusów od MZK Warszawa. Wielkość taboru stale rosła osiągając w 1961 roku 67 pojazdów, a 6 lat później już 116. W tym samym roku MPK przeniosło się do nowo wybudowanej zajezdni przy ul. Jagiellońskiej. W 1975 roku MPK stał się jednym z 5 oddziałów Wojewódzkiego Przedsiębiorstwa Komunikacji Miejskiej (WPKM) oraz podporządkowany mu został zakład w Jędrzejowie. Po 6 latach WPKM został rozwiązany, a w jego miejsce powołano m.in. ponownie MPK wraz z podporządkowanym MZK Jędrzejów. W 1983 roku MPK przejęło od Miejskiego Przedsiębiorstwa Oczyszczania Miasta obszar na Pakoszu, co pozwoliło na utworzenie drugiej na terenie miasta zajezdni. W 1990 roku ostatecznie wydzielono MZK Jędrzejów ze struktury MPK Kielce, które rok później zostało przekształcone w MZK Kielce.

### Strajk
W 2007 roku władze Kielc podjęły próbę prywatyzacji MZK Kielce, a jedynym zainteresowanym podmiotem okazał się Veolia Transport Polska. Spowodowało to niepokoje wśród pracowników spółki, co ostatecznie doprowadziło do rozpoczęcia akcji protestacyjnej. 14 sierpnia 2007 roku powołano komitet strajkowy, na czele którego stanął Bogdan Latosiński, przewodniczący „Solidarności” w MPK. Przez następne 18 dni na ulice miasta nie wyjechał żaden autobus miejski. Strajkujących pracowników poparły m.in. MPK Radom i MPK Rzeszów, a także mieszkańcy Kielc, którzy przygotowali petycję wspierającą strajkujących zawierającą 20 tysięcy podpisów. W nocy z 28 na 29 sierpnia 2007 roku doszło do próby przejęcia zajezdni na Pakoszu przez miasto poprzez wyrzucenie pracowników z terenu zajezdni. Rano tego samego dnia udało im się jednak powrócić na teren zajezdni, co rozpoczęło trwające do 30 sierpnia negocjacje. Ostatecznie umowę podpisano tegoż dnia przed bramą zajezdni przy ul. Jagiellońskiej.

### Po strajku
Bezpośrednimi skutkami strajku było:
- odstąpienie od prywatyzacji MZK (przekształconego w tym czasie w MPK);
- otrzymanie przez pracowników obietnicy podwyżek;
- powołanie spółki Kieleckie Autobusy Spółka Pracownicza (KASP);
- przejęcie przez KASP większości udziałów w MPK, w tym bazy przy ul. Jagiellońskiej oraz taboru[1][3].

Pomimo napiętej atmosfery w trakcie strajku, podpisanie umowy rozpoczęło powolny proces polepszania relacji pomiędzy miastem i powstałym w 2003 roku ZTM-em a KASP-em. Umożliwiło to modernizację taboru m.in. ze środków unijnych. MPK przez wiele lat pozostało też jedynym przewoźnikiem w Kielcach, choć w 2017 roku utrzymanie tego statusu było możliwe dopiero po rozprawie sądowej ze spółką Michalczewski. W 2019 roku relacje uległy jednak ponownemu pogorszeniu, czemu towarzyszyły liczne wzajemne oskarżenia. Podobna sytuacja miała miejsce w 2021 roku w związku z pełnieniem funkcji prezesa MPK przez Renatę Gruszczyńską, a także w 2023 roku w związku z przetargiem na tzw. "mały" kontrakt.
Pod koniec 2024 roku MPK ogłosiło zamiar sprzedaży działek położonych po północno-wschodniej stronie skrzyżowania ulic Jagiellońskiej i Krakowskiej.

## Obsługiwane linie

### Linie na zlecenie ZTM-u
Do 2023 roku MPK obsługiwał wszystkie linie autobusowe utworzone przez miasto, jednak od 2023 obsługuje jedynie część linii w Kielcach i aglomeracji kieleckiej:
- 1 (Bukówka⬌Dobromyśl)
- 2 (Sukowska⬌Kolberga)
- 4 (Os. Sieje⬌Na Stadion)
- 5 (Zalesie⬌Pilotów/Dąbrowa)
- 7 (Dworzec Autobusowy⬌Samsonów)
- 8 (Os. Ślichowice⬌Żniwna)
- 9 (Dworzec Autobusowy⬌Ćmińsk)
- 10 (Dworzec Autobusowy⬌Ciekoty Żeromszczyzna)
- 11 (Dworzec Autobusowy⬌Borków)
- 12 (Dworzec Autobusowy⬌Klonów)
- 14 (Dworzec Autobusowy⬌Niestachów)
- 16 (Os. Świętokrzyskie⬌Wschodnia/działki)
- 18 (Dworzec Autobusowy⬌Promnik)
- 19 (Morcinka/działki⬌Bolechowice)
- 21 (Zagórze⬌Kruszelnickiego)
- 25 (Targi Kielce⬌Klecka)
- 26 (Os. Ślichowice⬌Cedzyna/zalew)
- 27 (Os. Ślichowice linia okrężna)
- 28 (Jaworznia/szkoła⬌Mójcza)
- 29 (Os. Ślichowice linia okrężna)
- 30 (Os. Świętokrzyskie⬌Ściegiennego/Weterynaryjna)
- 31 (Dworzec Autobusowy⬌Chęciny/cmentarz)
- 32 (Dworzec Autobusowy⬌Samsonów)
- 33 (Bukówka⬌Starogórska)
- 34 (Bukówka⬌Pileckiego)
- 35 (Os. Na Stoku⬌Os. Podkarczówka)
- 36 (Areszt Śledczy⬌Os. Chęcińskie)
- 38 (Dworzec Autobusowy⬌Mąchocice Kapitulne/Dolna)
- 41 (Dworzec Autobusowy⬌Krajno)
- 43 (Dworzec Autobusowy⬌Skorzeszyce)
- 44 (Kusocińskiego/szpital⬌Batalionów Chłopskich)
- 45 (Dworzec Autobusowy⬌Młynek Brudzowski)
- 46 (Os. Świętokrzyskie⬌Os. Ślichowice)
- 47 (Dworzec Autobusowy⬌Krajno)
- 50 (Centrum Onkologii linia okrężna)
- 51 (Centrum Onkologii linia okrężna)
- 53 (Morcinka/działki⬌Częstochowska)
- 54 (Bukówka⬌Mailków)
- F (Os. Na Stoku⬌Cedzyna/zalew)
- N1 (Os. Świętokrzyskie⬌Os. Ślichowice)
- N2 (Os. Świętokrzyskie⬌Bukówka)
- T (Dworzec Autobusowy⬌Tokarnia)
- Z (Os. Podkarczówka⬌Cedzyna/zalew)

### Linie własne
MPK w ramach przewozów dalekobieżnych prowadzi 4 linie:
- 201 (Kielce⬌Chmielnik)
- 205 (Kielce⬌Raków)
- 206 (Kielce⬌Łagów)
- 208 (Kielce⬌Busko-Zdrój)

## Infrastruktura

### Istniejąca
Jedyną istniejącą zajezdnią należącą do MPK jest powstała w 1967 roku zajezdnia przy ul. Jagiellońskiej, która jest również siedzibą spółki. Na jej terenie znajduje się również stacja kontroli pojazdów oraz stacja paliw. Główna część zajezdni znajduje się pomiędzy ulicami Krakowską, Jagiellońską i Kołłątaja. Po drugiej stronie ul. Jagiellońskiej znajduje się natomiast jej niewielki fragment, który został wystawiony na sprzedaż pod koniec 2024 roku.

### Historyczna
Pierwszą historyczną zajezdnią był parking dla autobusów położony przy ówczesnej ul. Rewolucji Październikowej (ob. Warszawskiej). Była ona jedyną zajezdnią do roku 1967, kiedy to autobusy przeniesione zostały do nowej zajezdni przy ul. Jagiellońskiej. Tego samego roku zlikwidowano parking, na terenie którego kilka lat później powstała aleja IX Wieków Kielc.
W latach 1983–2008 na terenie miasta istniały dwie zajezdnie – obok tej przy ul. Jagiellońskiej istniała również druga przy ul. Pakosz. Zajezdnia ta była miejscem punktu kulminacyjnego strajków z 2007 roku, kiedy to próbowano przejąć ją siłą. Ostatecznie zajezdnia została zamknięta rok później.